# Broxtowe
Broxtowe è un distretto con status di borough del Nottinghamshire, Inghilterra, Regno Unito, con sede a Beeston.
Il distretto fu creato con il Local Government Act 1972, il 1º aprile 1974 dalla fusione dei distretti urbani di Beeston and Stapleford e Eastwood con parte del distretto rurale di Basford.

## Località e parrocchie
Le località del distretto includono:
- Beeston
- Awsworth
- Bramcote
- Brinsley
- Chilwell
- Cossall
- Eastwood
- Giltbrook
- Kimberley
- Moorgreen
- Newthorpe
- Nuthall
- Stapleford
- Swingate
- Toton
- Watnall.

Le parrocchie del distretto sono:
- Awsworth
- Brinsley
- Cossall
- Eastwood
- Greasley
- Kimberley
- Nuthall
- Stapleford
- Strelley
- Trowell

## Amministrazione

### Gemellaggi
- Gütersloh